# Zeev Rudnick

Zeev Rudnick

Zeev Rudnick (hebräisch זאב רודניק; geboren 1961 in Haifa) ist ein israelischer Mathematiker.
Rudnick studierte an der Bar-Ilan-Universität (Bachelor 1984), an der Hebrew University (Master-Abschluss 1985 summa cum laude) und promovierte 1990 an der Yale University bei Ilja Pjatetskij-Shapiro (und Roger Howe). 1990 bis 1992 war er G. Szegö Assistant Professor an der Stanford University, 1992 bis 1996 Assistant Professor an der Princeton University und ab 1995 zunächst Senior Lecturer, ab 1998 Associate Professor und ab 2002 Professor an der Universität Tel Aviv. Er war 2003/04 Gastprofessor an der Universität Bristol und ist von 2008 bis 2010 am Institute for Advanced Study.
Rudnick befasst sich mit Geometrie der Zahlen, mit dem Zusammenhang der Statistik der Nullstellen von Zetafunktionen und der der Eigenwerte von Zufallsmatrizen (wobei er teilweise mit Peter Sarnak in Princeton zusammenarbeitete) und darüber hinaus mit Zusammenhängen zwischen Quantenchaos und zahlentheoretischen Fragen. Seine Untersuchung mit Sarnak der höheren Korrelationen der Nullstellenverteilung der Riemannschen Zetafunktion untermauerte den Zusammenhang mit der Eigenwertverteilung von Zufallsmatrizen zu klassischen Gruppen, weiter verfolgt unter anderem in der Theorie von Katz und Sarnak (für die Sarnak den Colepreis erhielt).
Er befasste sich auch mit der Verteilung der Nullstellen von Modulformen und der Nullstellen von Zetafunktionen hyperelliptischer Kurven. Mit W. Luo und Sarnak arbeitete er auch über die Eigenwertvermutung von Atle Selberg in der spektralen Geometrie, wobei sie die untere Grenze für den niedrigsten Eigenwert des Laplace-Beltrami-Operators auf der durch eine Modulfunktion definierten Hauptkongruenzfläche erheblich in Richtung des durch Selberg vermuteten Werts 1/4 verbesserten.
Von ihm und Sarnak stammt die Quantum Unique Ergodicity Conjecture (QUE, 1991), teilweise gelöst von Elon Lindenstrauss, Kannan Soundararajan und Roman Holowinsky.
Rudnick war Sloan Fellow. 2001 erhielt er den Erdős-Preis. Er ist Fellow der American Mathematical Society. 2014 war er Eingeladener Sprecher auf dem ICM in Seoul (Some problems in analytic number theory for polynomials over a finite field).

## Schriften
- Herausgeber mit Andrew Granville: Equidistribution in Number Theory – an introduction. Springer 2007 (Proc. NATO Advanced Study Institute, Montreal 2005), darin von Rudnick „The arithmetic theory of quantum maps“ und mit Granville „Uniform Distribution“, „Torsion points on curves“.
- What is quantum chaos? Notices of the AMS, Bd. 55, Nr. 1, 2008, Online als PDF.